# Esthesopus flavidus
Esthesopus flavidus là một loài bọ cánh cứng trong họ Elateridae. Loài này được Fall miêu tả khoa học năm 1901.